# Lubian (Boqueijón)
Lubian es una localidad española situada en la parroquia de Oural, del municipio de Boqueijón, en la provincia de La Coruña, Galicia.

## Demografía
| Gráfica de evolución demográfica de Lubian entre 2011 y 2018 |
|                                                              |
| Datos según el nomenclátor publicado por el INE.             |